# Фирея
Фирея (др.-греч. Θυρέα, Θυρεή, Θυρέαι) — античный город на восточном побережье Пелопоннеса к северо-западу от Астроса.
Фирея была расположена на севере Кинурии на границе с Арголидой в небольшой, но плодородной долине, называвшейся Фирейской областью, или Фиреатидой (Θυρεα̃τις), между горным массивом Парнон и заливом, в древности также называвшимся Фирейским.
Через эту долину протекает Танай, единственная не пересыхающая река на восточном склоне Парнона.
В древности Кинурию и Фиреатиду населяли племена, родственные аркадским пеласгам. Геродот называет этих аборигенов кинурийцами и сообщает, что они жили на своей земле и в его время. В мифических генеалогиях это нашло отражение в предании об основании города Фиреем, сыном Ликаона, внуком Пеласга, который также основал Фирейон в Аркадии.
Около VIII века до н. э. Кинурия была завоевана дорийцами, судя по археологическим данным, пришедшими из Арголиды, и стала предметом длительной борьбы между Спартой и Аргосом. Аборигенное население было частью изгнано, частью превращено в периэков.
Решающее сражение за Фиреатиду состоялось, согласно Геродоту, около 546 до н. э., и завершилось победой спартанцев.
В 431 до н. э. во время Пелопоннесской войны спартанцы предоставили Фирею для поселения эгинетам, изгнанным со своей родины афинянами, но в 424 до н. э. афинское войско разрушило и сожгло город, обратив население в рабство.
В результате Пелопоннесского похода Филипп II Македонский 338 до н. э. отобрал у Спарты все периэкские земли и передал Фиреатиду аргосцам. По словам Павсания, последние заявляли, что вернули себе эту землю, выиграв арбитражный процесс.